# Vikingavallen
Vikingavallen eller Täby idrottsplats, i folkmun kallad ”Vallen”, är en idrottsplats i Täby kyrkby i Stockholms län. Den är hemmaplan för IK Frej, och har en publikkapacitet på 2 750 åskådare.